# Сандио, Хабьер
Хабьер Са́ндио Эчаде (исп. Xabier Zandio Echaide; род. 17 марта 1977, Памплона) — бывший испанский профессиональный шоссейный велогонщик, победитель Вуэльты Бургоса.

## Биография
Хабьер Сандио родился в 1977 году в спортивной семье. Один из его братьев футболист, другой играл в пелоту — баскский национальный вид спорта. Сандио также сделал выбор в пользу спорта и с 1999 года являлся стажером команды Banesto, а через два года подписал с ней профессиональный контракт уже в качестве полноценного члена  этой команды.
В 2002 году Сандио одержал первую победу на профессиональном уровне, выиграв вместе со своими партнёрами командную гонку на первом этапе Тура Португалии.
В 2003 году испанец дебютировал на Тур де Франс, который он завершил на 51-й позиции, а через год был только лишь 97-м.
В 2005 году, вернувшись в гонки после травмы Хабьер одержал победу на гонке Классика де Гаударрама, а также был близок к победе на этапе Тур де Франс, но 16-м этапе до По он стал вторым, проиграв Оскару Перейро в финишном ускорении. 22-е место в общем зачёте стало лучшим результатом для Сандио на  супермногодневках.
Главную профессиональную победу Сандио одержал в 2008 году, первенствовав в общем зачёте недельной Вуэльты Бургоса.
В 2011 году, после десятилетнего пребывания в составе iBanesto.com перешел в состав британской команды Sky Procycling. В этом коллективе Сандио в основном выполнял функции поддержки для лидеров команды. Главным успехом в британском коллективе для Хабьера стала победа в командной гонке на втором этапе Джиро-2013.
Завершил спортивную карьеру после окончания сезона 2016 года. После этого стал одним из спортивных директоров Team Sky.

## Результаты на Гранд-турах
| Гранд-тур       | 2001 | 2002 | 2003 | 2004 | 2005 | 2006 | 2007 | 2008 | 2009 | 2010 | 2011 | 2012 | 2013 | 2014 | 2015 | 2016 |
| --------------- | ---- | ---- | ---- | ---- | ---- | ---- | ---- | ---- | ---- | ---- | ---- | ---- | ---- | ---- | ---- | ---- |
| Джиро д’Италия  | -    | -    | -    | -    | -    | -    | -    | -    | -    | 62   | -    | -    | 82   | -    | -    | -    |
| Тур де Франс    | -    | -    | 51   | 97   | 22   | 33   | Сход | -    | -    | -    | 48   | -    | -    | Сход | -    | -    |
| Вуэльта Испании | -    | -    | -    | -    | -    | 22   | Сход | 50   | 112  | -    | -    | Сход | 55   | -    | -    | -    |